# Trissolcus schimitscheki
Trissolcus schimitscheki is een vliesvleugelig insect uit de familie van de Scelionidae. De wetenschappelijke naam van de soort is voor het eerst geldig gepubliceerd in 1942 door Szelenyi.